# Fritz Hofmann (Chemiker)

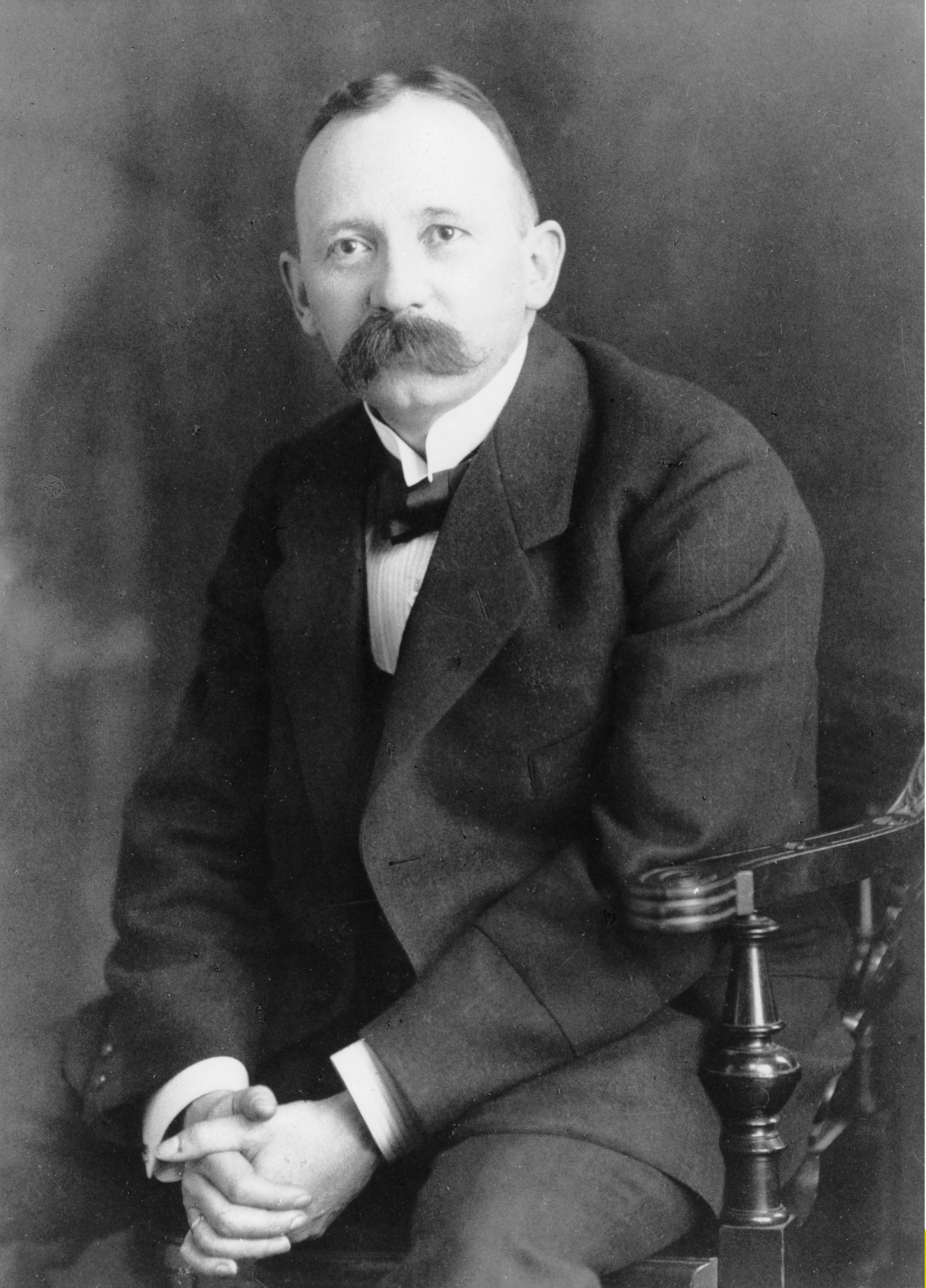
Fritz Hofmann, etwa 1909

Friedrich Hofmann (* 2. November 1866 in Kölleda; † 29. Oktober 1956 in Hannover) war ein Chemiker und Apotheker.

## Leben
Fritz Hofmann wuchs als sechstes Kind einer Kaufmannsfamilie in Kölleda in der Auenstraße 16, heute Professor-Hofmann-Straße, auf.
Nach drei Jahren Klosterschule in Donndorf wechselte er 1881 zum humanistischen Gymnasium nach Schulpforta. Mit 20 Jahren begann er seine Lehrzeit in der Ratsapotheke zu Göttingen.
Nach seinem Examen als Apothekergehilfe begann er das Studium der Pharmazie an der Universität in Berlin und erwarb nach vier Jahren die Approbation als Apotheker, um sich gleich danach an der Universität in Rostock einzuschreiben. Dort weilte er von 1894 bis 1895 zum Studium der Chemie und wurde zum Doktor der Philosophie promoviert.
Am 1. August 1897 nahm er seine Tätigkeit als Chemiker in den berühmten Farbenwerken in Elberfeld auf, also im Wuppertaler Stammwerk des Weltkonzerns Bayer. In dieser Zeit entwickelte der begabte Chemiker im Labor von Arthur Eichengrün Arzneimittel, so beispielsweise Schlafmittel, Malariaschutzmittel und viele andere pharmazeutische Präparate.
1906 verließ er die pharmazeutisch-chemische Abteilung und entwickelte in drei Jahren das weltweit erste Verfahren zur Herstellung von synthetischem Kautschuk, dem „Methylkautschuk“. Durch diese Erfindung ist Fritz Hofmann 1909 weltberühmt geworden. Für seine langjährigen Forschungen an der Herstellung verschiedener Kautschuktypen wurde er mit der goldenen Emil-Fischer-Medaille vom Verein Deutscher Chemiker und der Ehrenplakette von der Deutschen Kautschukgesellschaft ausgezeichnet. Von Herbst 1918 bis Oktober 1934 wurde er Direktor des „Schlesischen Kohleforschungsinstituts“ der Kaiser-Wilhelm-Gesellschaft in Breslau. Am 2. November 1941 wurde ihm im Rahmen eines feierlichen Aktes in der Aula Leopoldina der Universität Breslau die Goethe-Medaille für Kunst und Wissenschaft für sein Lebenswerk verliehen.
Seinen Schülern gelang der entscheidende Durchbruch zum Buna-Verfahren.
Zu seinem 70. Geburtstag wurde er Ehrenbürger der Stadt Breslau und auch seiner Heimatstadt Kölleda. Anlässlich dieses Jubiläums wurde an seinem Geburtshaus eine Ehrentafel angebracht, die noch heute dort zu sehen ist. In Kölleda wurde dann anlässlich seines 75. Geburtstages die Auenstraße, in der er seine früheste Kindheit verbrachte, am 1. November 1941 in die Prof.-Hofmann-Straße umbenannt.
Hierzu schrieb die Zeitung damals:

„Mit der Umbenennung erfüllen wir unserem hochgeschätzten Ehrenbürger Prof. Dr. Dr. Hofmann gegenüber eine natürliche Pflicht dankbarer Pietät. Möge die Prof.-Hofmann-Straße den Namen des berühmten Gelehrten und Erfinders späteren Geschlechtern übermitteln und besonders die Söhne unserer Stadt, die das Schicksal in die Fremde führt, anspornen, Männer eigener Kraft zu werden und der Heimat die Treue zu halten.“

1945 kehrte er nach Kölleda zurück und arbeitete auf dem Gebiet der Krebsforschung. In Kölleda trägt das Staatliche Gymnasium „Prof. F. Hofmann“ seinen Namen.